# Abobra tenuifolia
Abobra tenuifolia là một loài thực vật có hoa trong họ Cucurbitaceae. Loài này được (Gillies ex Hook. & Arn.) Cogn. mô tả khoa học đầu tiên năm 1878.